# 范妮·林内
范妮·林内（德語：Fanny Rinne，1980年4月15日—），德国女子曲棍球运动员。她曾代表德国参加2000年、2004年、2008年和2012年夏季奥林匹克运动会曲棍球比赛，其中2004年奥运会获得一枚金牌。